# Ørnestensbjerget
Ørnestensbjerget er et rekreativt bakkelandskab i Frederikssund med højeste punkt 21 meter over havet. Tidligere var stedet fyldplads som blev nedlagt i 1992 og det indkapsler et fenoldepot.